# Wet Cat
Wet Cat – drugi anglojęzyczny album zespołu Maanam wydany w marcu 1985 roku nakładem wytwórni RCA i Klub Płytowy Razem będący odpowiednikiem płyty Mental Cut. Był promowany filmem muzycznym, zatytułowanym Mental Cut, zawierającym wybrane utwory.
W październiku 2000 roku album został wydany na płycie CD.

## Lista utworów
strona 1
1. „Lipstick on the Glass” (muz. M. Jackowski – sł. O. Jackowska) – 3:03
2. „Don't Lean Out” (muz. M. Jackowski – sł. O. Jackowska) – 2:54
3. „Lucciola” (muz. M. Jackowski – sł. O. Jackowska) – 4:16
4. „Kreon” (muz. M. Jackowski – sł. O. Jackowska) – 3:25
5. „Nowy przewodnik (I Have a Lover)” (muz. M. Jackowski – sł. O. Jackowska) – 2:45
6. „Love Is Fun” (muz. M. Jackowski, M. Wolf – sł. O. Jackowska) – 2:58

strona 2
1. „Simple Story” (muz. M. Jackowski – sł. O. Jackowska) – 3:40
2. „Salamander” (muz. M. Jackowski – sł. O. Jackowska) – 4:19
3. „You Or Me” (muz. M. Jackowski – sł. O. Jackowska) – 4:21
4. „Red Cowboys” (muz. M. Jackowski – sł. O. Jackowska) – 3:35
5. „Good-Night Albert” (muz. M. Jackowski, R. Olesiński, B. Kowalewski, P. Markowski – sł. O. Jackowska) – 4:01

## Skład
- Kora – śpiew
- Marek Jackowski – gitara
- Ryszard Olesiński – gitara
- Bogdan Kowalewski – gitara basowa
- Paweł Markowski – perkusja

Personel
- Reinhard Zwierlein – realizacja
- John Porter – tłumaczenie
- Tony Wacker – foto